# Tituly a vyznamenání Jiřího V.

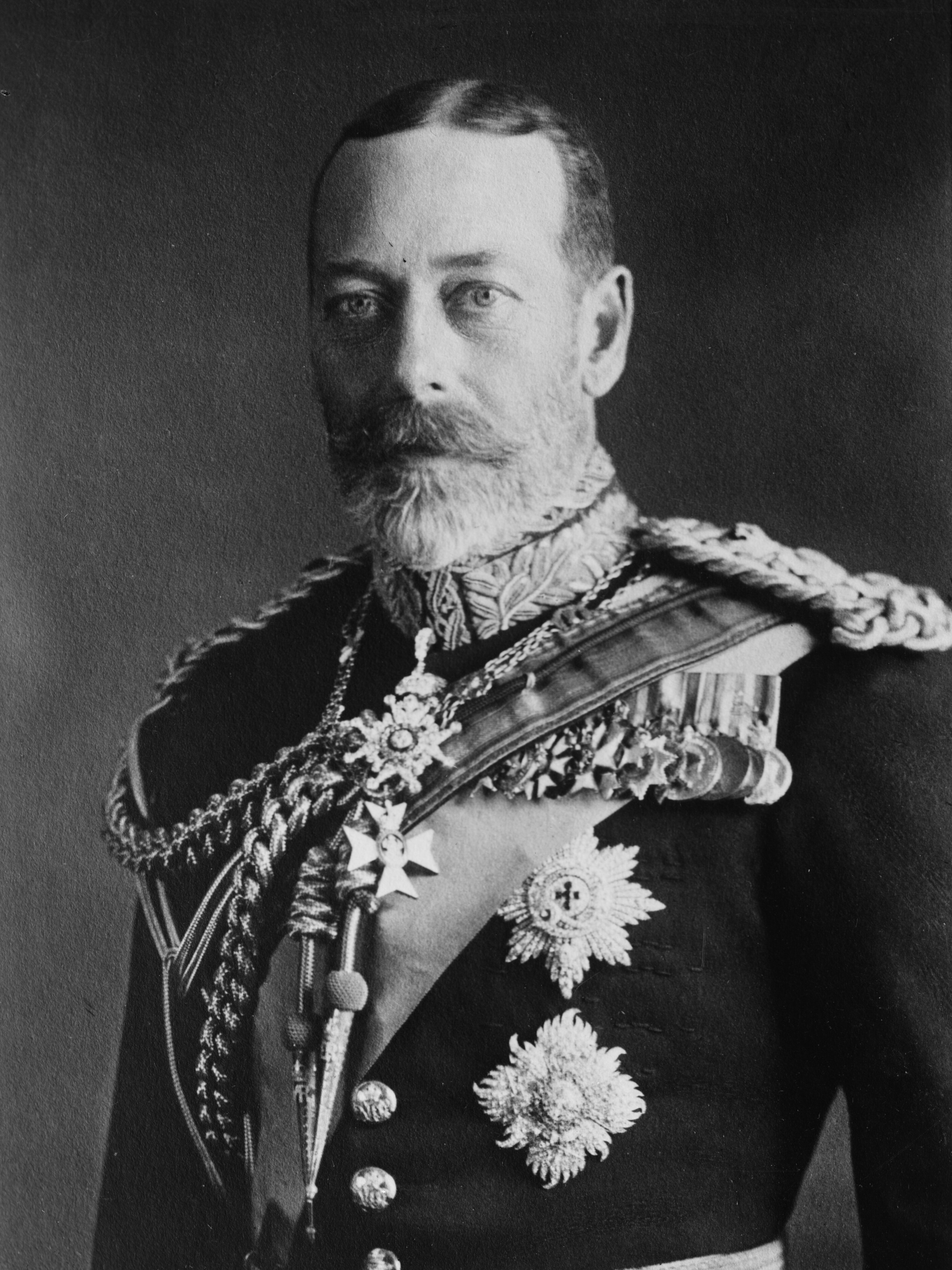
Král Jiří V. v uniformě zdobené řadou vyznamenání, 1923

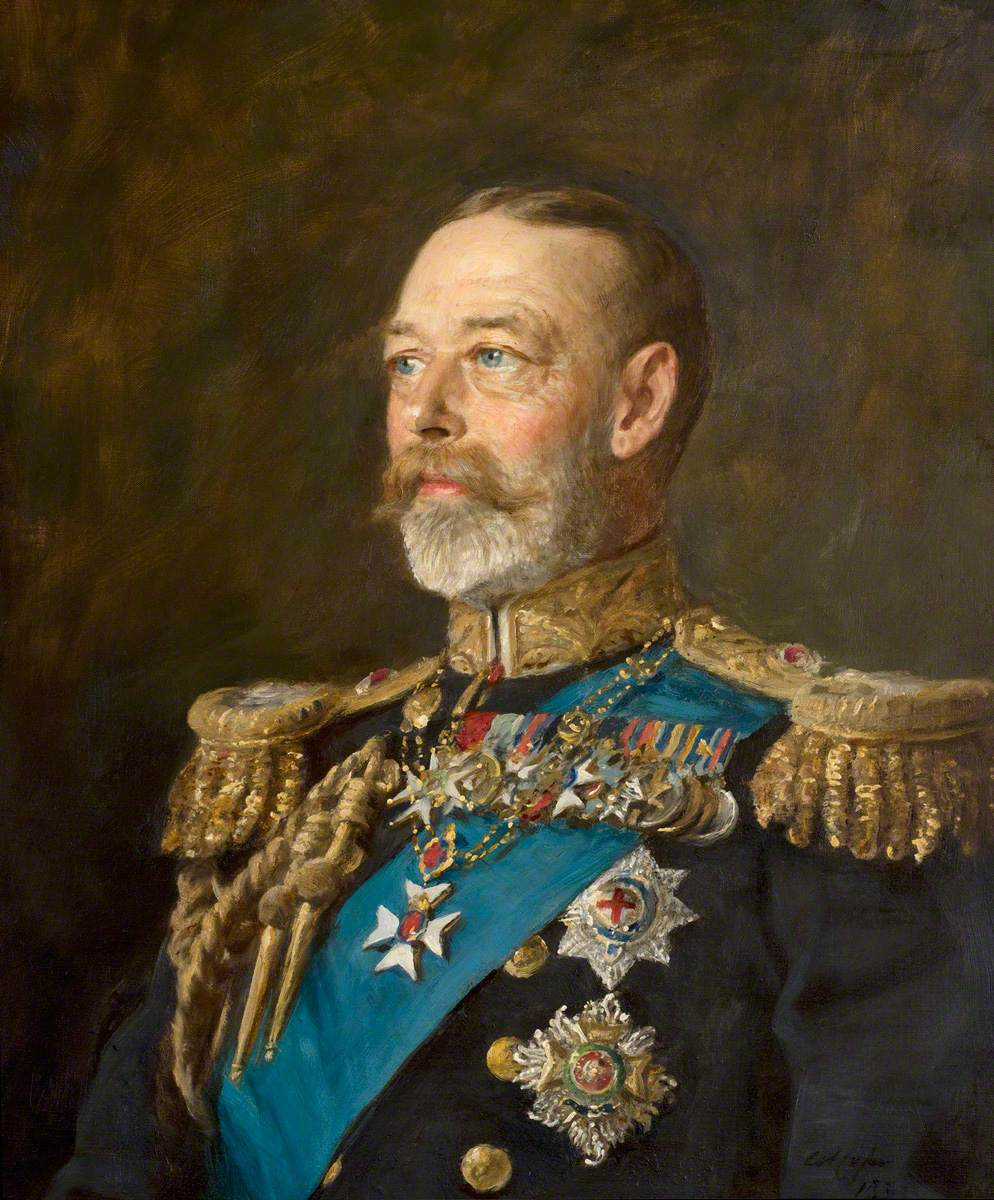
Portrét krále Jiřího V. v uniformě zdobené řadou vyznamenání

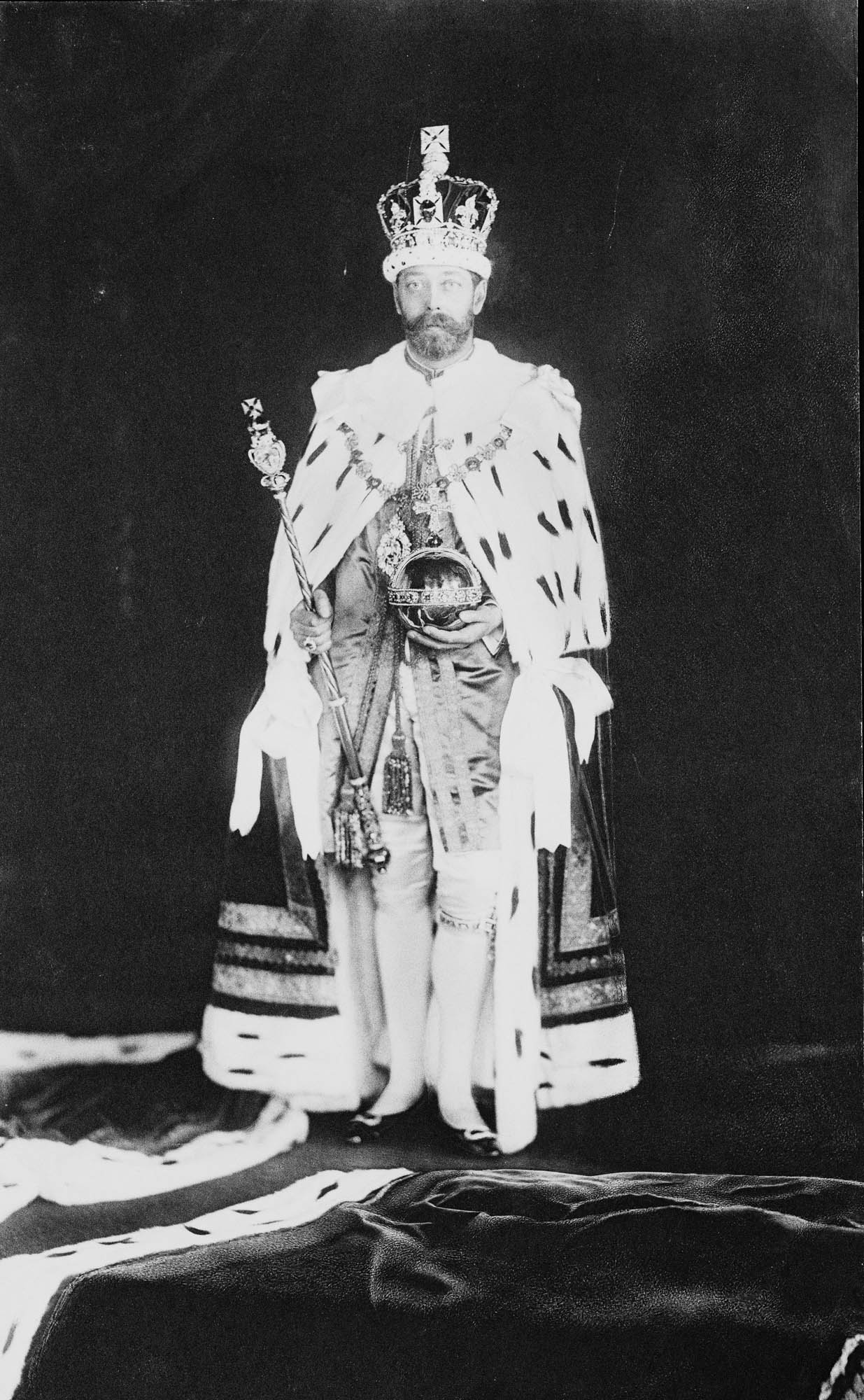
Král Jiří V. během své korunovace

Královský monogram Jiřího V.

Král Spojeného království Velké Británie a Irska Jiří V. obdržel během svého života řadu domácích i zahraničních titulů a vyznamenání. V době své vlády od 6. května 1910 do 20. ledna 1936 byl také velmistrem britských řádů.

## Tituly
- 3. června 1865 – 24. května 1892: Jeho královská Výsost princ Jiří z Walesu
- 24. května 1892 – 22. ledna 1901: Jeho královská Výsost vévoda z Yorku
- 22. ledna 1901 – 9. listopadu 1901: Jeho královská Výsost vévoda z Cornwallu a Yorku
- 9. listopadu 1901 – 6. května 1910: Jeho královská Výsost princ z Walesu
- 6. května 1910 – 20. ledna 1936: Jeho Veličenstvo král

Jeho plný titul jakožto král zněl: Jiří V., z milosti Boží, král Spojeného království Velké Británie a Irska a britských dominií v zámoří, obránce víry, indický císař (anglicky: George V, by the Grace of God, of the United Kingdom of Great Britain and Ireland and of the British Dominions beyond the Seas, King, Defender of the Faith, Emperor of India). Ke změně jeho titulu došlo Zákonem o královských a parlamentních titulech 1927 (anglicky: Royal and Parliamentary Titels Act 1927). Podle tohoto zákona zněl jeho plný titul: Jiří V., z milosti Boží, král Velké Británie, Irska a britských dominí v zámoří, obránce víry, císař Indie (anglicky: George V, by the Grace of God, of Great Britain, Ireland and the British Dominions beyond the Seas, King, Defender of the Faith, Emperor of India).

## Vojenské hodnosti
- září 1877: kadet, HMS Britannia
- 8. ledna 1880: námořní kadet (midshipman), HMS Bacchante a korveta HMS Canada[2]
- 3. června 1884: podporučík (sub-lieutenant), Královské námořnictvo[2]
- 8. října 1885: poručík (lieutenant), HMS Thunderer, HMS Dreadnought, HMS Alexandra a HMS Northumberland[2]
- červenec 1889: I/C HMS Torpedo Boat 79[3]
- květen 1890: I/C dělový člun HMS Trush[4]
- 24. srpna 1891: komandér (commander), I/C HMS Melampus[2]
- 2. ledna 1893: kapitán (captain), Královské námořnictvo[2]
- 1. ledna 1901: kontradmirál (rear-admiral), Královské námořnictvo[2][5]
- 26. června 1903: viceadmirál (vice-admiral), Královské námořnictvo[2]
- 1. března 1907: admirál (admiral), Královské námořnictvo[2][6]
- 6. května 1910: admirál loďstva (Admiral of the Fleet), Královské námořnictvo[2]
- 6. května 1910: polní maršál (Field Marshal), Britská armáda[6]
- 6. května 1910: Chief Royal Air Force (jedná se o titul, nikoliv o hodnost)

### Čestné vojenské pozice
- 21. června 1887: Personal Aide-de-Camp královny[7]
- 18. července 1900: Colonel-in-Chief Royal Fusiliers (City of London Regiment)
- 1. ledna 1901: Colonel-in-Chief Royal Marines[8]
- 25. února 1901: Personal Naval Aide-de Camp krále[9]
- 29. listopadu 1901: čestný plukovník 4th County of London Yeomanry Regiment (King's Colonials)[10]
- 21. prosince 1901: Colonel-in-Chief Royal Welsh Fusiliers[11]
- 12. listopadu 1902: Colonel-in-Chief Queen's Own Cameron Highlanders[12]

### Čestné zahraniční vojenské pozice
- À la suite Císařské námořnictvo – 1. února 1901[13]
- Colonel-in-Chief Kürassier-Regiment „Graf Gessler“ (Rheinisches) Nr. 8 – 26. ledna 1902[14]
- admirál Dánského královského námořnictva – 24. května 1910[15]
- čestný plukovník španělského pěšího pluku Zamora č. 8[16][17]
- čestný admirál Švédského námořnictva – 1923[18]

## Vyznamenání

### Britská vyznamenání

#### Velmistr
Po nástupu na trůn v roce 1910 se Jiří V. stal velmistrem všech řádů udílených Britským impériem a (později) Commonwealthem, včetně řádů, kterými byl sám vyznamenán před svým nástupem na trůn. 4. června 1917 pak sám založil Řád britského impéria.

#### Osobní vyznamenání
- rytíř Podvazkového řádu (KG) – 4. srpna 1884[2]
- rytíř společník Řádu bodláku (KT) – 5. července 1893[2]
- Privy Counsellor (PC) – 18. července 1894[2]
  - Privy Counsellor (Irsko) – 20. srpna 1897[2]
- rytíř velkokříže Královského Viktoriina řádu (GCVO) – 30. června 1897[2]
- rytíř Řádu svatého Patrika (KP) – 20. srpna 1897[2]
- rytíř velkokříže Řádu svatého Michala a svatého Jiří (GCMG) – 9. března 1901[2][20]
- Královský Viktoriin řetěz – 9. srpna 1902[21]
- společník Imperiálního řádu za zásluhy (ISO) – 31. března 1903[2]
- rytíř velkokomandér Řádu indické hvězdy (GCSI) – 28. září 1905[2]
- rytíř velkokomandér Řádu Indické říše (GCIE) – 28. září 1905[2]
- Medaile zlatého výročí královny Viktorie se sponou 1897[22]

### Zahraniční vyznamenání
- Bavorské království
  -  rytíř Řádu svatého Huberta[23]
- Dánsko
  -  rytíř Řádu slona – 11. října 1885[24][2]
  -  Čestný kříž Řádu Dannebrog – 9. září 1891[24]
  -  velkokomtur Řádu Dannebrog – 18. dubna 1913[25]
  -  velkokomtur s diamanty Řádu Dannebrog – 9. května 1914[26]
  -  Jubilejní medaile Kristiána IX.[22]
  -  Pamětní medaile zlaté svatby krále Kristiána IX. a dánské královny Luisy – 1892[24][22]
- Egyptské království
  -  řetěz Řádu Muhammada Alího – 1920[27]
- Ernestinská vévodství
  -  rytíř velkokříže Vévodského sasko-ernestinského domácího řádu – 1885[28]
- Estonsko
  -  Kříž svobody I. třídy – 17. června 1925[29]
- Etiopské císařství
  -  řetěz Řádu Šalomounova – 1935[30]
- Francie
  -  velkokříž Řádu čestné legie – červenec 1903[31]
- Italské království
  -  rytíř velkokříže Řádu italské koruny – 1892
  -  rytíř velkokříže Řádu svatého Mauricia a svatého Lazara – 1892
  -  rytíř Řádu zvěstování – 1892[2]
- Meklenbursko
  -  rytíř velkokříže Domácího řádu vendické koruny – 22. července 1893[32]
- Nizozemsko
  -  velkokříž Řádu nizozemského lva – 1911
- Norsko
  -  velkokříž Řádu svatého Olafa
- Osmanská říše
  -  Řád Osmanie I. třídy[2]
- Portugalské království
  -  velkokříž Stuhy dvou řádů – 20. května 1886[33]
- Portugalsko
  -  Stuha tří řádů – 1919[34]
  -  rytíř velkokříže Řádu koloniální říše – 19. února 1934[35]
- Pruské království
  -  rytíř Řádu černé orlice[2][23]
  -  velkokříž Řádu červené orlice[23]
  -  rytíř Královského hohenzollernského domácího řádu[23]
- Rakousko-Uhersko
  -  velkokříž Královského uherského řádu svatého Štěpána – 1902[36]
- Rumunsko
  -  velkokříž s řetězem Řádu Karla I. – 1910[37]
  -  Řád Michala Chrabrého I. třídy
- Ruské impérium
  -  Řád svatého Jiří III. třídy
  -  rytíři I. třídy Řádu svatého Stanislava – 1893[38][39]
  -  rytíři I. třídy Řádu svaté Anny – 1893[39][40]
  -  rytíř Řádu Bílého orla – 1893[39]
  -  rytíř Řádu svatého Alexandra Něvského – 1893[39]
  -  rytíř Řádu svatého Ondřeje – 1893[2][39]
- Řecko
  -  velkokříž Řádu Spasitele[22]
- Saské království
  -  rytíř Řádu routové koruny – říjen 1902[2][41]
- Sasko-výmarsko-eisenašské vévodství
  -  rytíř Řádu bílého sokola – 1892[42]
- Španělsko
  -  velkokříž Řádu Karla III. – 20. května 1888[43]
  -  1087. rytíř Řádu zlatého rouna – 17. července 1893[2][44][45]
  -  velkokříž s řetězem Řádu Karla III. – 30. května 1906[46]
- Švédsko
  -  rytíř Řádu Serafínů – 14. června 1905[2][47]
- Württemberské království
  -  velkokříž Řádu württemberské koruny – 1890[48]

## Akademické tituly

### Čestné doktoráty
- doktor práv, University of the Cape of Good Hope – 1899[49]
- doktor práv, Sydneyská univerzita – 1901[50]
- doktor práv, Torontská univerzita – 1901[51]
- doktor občanského práva, Queen's University, Ontario – 1901[52]
- doktor práv, University of Wales – 1902[53]